# Deutsche Einband-Meisterschaft 1969/70

Veranstaltungsort: Berlin

Die Deutsche Einband-Meisterschaft 1969/70 ist eine Billard-Turnierserie und fand vom 3. bis zum 4. Januar 1970 in West-Berlin zum 17. Mal statt.

## Geschichte
In der deutschen Billardzeitung Biilard-Sport gab es von dieser Meisterschaft leider keine verwertbaren Informationen. Die Endtabelle ist aus eigenen Unterlagen. Günter Siebert wurde zum ersten Mal deutscher Einbandmeister vor Dieter Müller und August Tiedtke, der zum letzten Mal an einer Deutschen Meisterschaft teilnahm.

## Modus
Gespielt wurde im Round-Robin-Modus bis 200 Punkte.
Die Endplatzierung ergab sich aus folgenden Kriterien:
1. Matchpunkte
2. Generaldurchschnitt (GD)
3. Bester Einzeldurchschnitt (BED)
4. Höchstserie (HS)

## Teilnehmer (nach Ausgangsklassement)
1. Dieter Müller (Berliner Billardfreunde 1921) (10,00)
2. August Tiedtke (Berliner Billardfreunde 1921) (4,39)
3. Matthias Metzemacher (BC Billardsaal Marxloh) (3,80)
4. Günter Siebert (BC Billardstudio Duisburg) (3,62)

## Abschlusstabelle
| MP    | Match Points (Sieger = 2; Unentschieden = 1; Verlierer = 0) |
| Pkte. | Erzielte Karambolagen                                       |
| Aufn. | Benötigte Versuche                                          |
| GD    | Generaldurchschnitt                                         |
| BED   | Bester Einzeldurchschnitt eines Spielers                    |
| HS    | Höchstserie                                                 |
|       | Bester GD des Turniers                                      |
|       | Bester ED des Turniers                                      |
|       | Beste HS des Turniers                                       |
|       | 1. Platz (Gold)                                             |
|       | 2. Platz (Silber)                                           |
|       | 3. Platz (Bronze)                                           |

| Endklassement             | Endklassement        | Endklassement | Endklassement | Endklassement | Endklassement | Endklassement | Endklassement | Endklassement | Endklassement |
| Platz                     | Name                 | MP            | Pkte.         | Aufn.         | GD            | BED           | HS            |               |               |
| ------------------------- | -------------------- | ------------- | ------------- | ------------- | ------------- | ------------- | ------------- | ------------- | ------------- |
| 1                         | Günter Siebert       | 6:0           | 600           | 118           | 5,08          | 5,40          | 36            |               |               |
| 2                         | Dieter Müller        | 4:2           | 489           | 125           | 3,91          | 5,88          | 23            |               |               |
| 3                         | August Tiedtke       | 2:4           | 475           | 123           | 3,86          | 4,44          | 28            |               |               |
| 4                         | Matthias Metzemacher | 0:6           | 424           | 136           | 3,11          | –             | 35            |               |               |
| Turnierdurchschnitt: 3,96 |                      |               |               |               |               |               |               |               |               |